# Coleodactylus brachystoma
Coleodactylus brachystoma — вид геконоподібних ящірок родини Sphaerodactylidae. Ендемік Бразилії.

## Поширення і екологія
Coleodactylus brachystoma мешкають в бразильських штатах Баїя, Гояс, Мату-Гросу, Мату-Гросу-ду-Сул, Токантінс і Піауї. Вони живуть у лісових анклавах в регіоні саван серрадо. В якості захисту перед хижаками вони вигинають хвіст над тілом, імітуючи скорпіона, в чому ящіркам допомагає забарвлення, схоже на забарвлення скорпіона.